# Fałdy Hobokena
Fałdy Hobokena – specyficzne fałdy ściany naczyń pępkowych wewnątrz pępowiny. Prawdopodobnie biorą udział w hamowaniu krwotoku po porodzie, w przypadku gdy nie została podwiązana pępowina. Fałdy Hobokena są utworzone przez wszystkie warstwy ściany naczynia krwionośnego i są widoczne zarówno z zewnątrz, jak i od strony światła naczyń krwionośnych.